# Brodnica (Groot-Polen)
Brodnica is een dorp in het Poolse woiwodschap Groot-Polen, in het district Śremski. De plaats maakt deel uit van de gemeente Brodnica en telt 722 inwoners.